# Emilie Waldet
Emilie Waldet (ur. 22 lutego 1980) – francuska judoczka. Startowała w Pucharze Świata w 2000, 2002, 2005, 2009 i 2010. Srebrna medalistka mistrzostw Europy w drużynie w 2009. Trzecia na mistrzostwach Francji w 2006, 2009 i 2010 roku.